# Michael Ash
Michael Ash, noto anche con il diminutivo di Mick (Sheffield, 4 settembre 1943), è un ex calciatore inglese.

## Carriera
Gioca nella stagione 1963-1964 nello Sheffield Utd, ottenendo con il suo club il dodicesimo posto nella massima serie inglese.
Nel 1965 viene ingaggiato dallo Scunthorpe Utd, società militante nella terza serie inglese. Rimarrà in forza allo Scunthorpe sino al 1967, totalizzando 49 presenze e 7 reti in partite di campionato.
Nell'estate 1967 segue il suo allenatore Freddie Goodwin e si trasferisce negli Stati Uniti d'America ai N.Y. Generals. Con i Generals ottiene il terzo posto dell'Eastern Division della NPSL. L'anno seguente, la prima della lega nordamericana NASL, ottiene con il suo club il terzo posto della Atlantic Division.
Nel 1969 passa all'Atlanta Chiefs, società con cui ottiene due secondi posti nelle stagioni 1969 e 1971.
Nelle finali del 1971, Ash il 12 settembre giocò per gli Chiefs la prima delle tre sfide contro i texani del Dallas Tornado, subentrando a gara in corsa.